# Ремезы (Ельский район)
Ремезы (бел. Рамязы) — агрогородок в Ельском районе Гомельской области Белоруссии. Административный центр Ремезовского сельсовета.
На востоке и юге граничит с лесом. Поблизости есть месторождения железняка.

## География

### Расположение
В 14 км на запад от районного центра и железнодорожной станции Ельск (на линии Калинковичи — Овруч), 191 км от Гомеля.

## Гидрография
На правом берегу реки Чертень. На востоке и севере мелиоративные каналы.

## Транспортная сеть
На автомобильной дороге Ельск — Махновичи. Планировка состоит из 2 улиц почти широтной ориентации, соединяющихся на востоке. Застроена двусторонне деревянными домами усадебного типа.

## История
Обнаруженный археологами в 2 км на юг от агрогородка курган свидетельствует о деятельности человека в этих местах с давних времён. По письменным источникам известна с XVI века как село в Мозырском повете Минского воеводства Великого княжества Литовского. Работал рудник, на котором производилось железо для местных нужд. С середины XVI века находилась во владении западнорусского рода Ельцов — крупных киевских землевладельцев.
После 2-го раздела Речи Посполитой (1793 год) в составе Российской империи. Покровская церковь, в которой сохранялись метрические книги с 1814 года. Жители часто жаловались в высшие инстанции на большую барщину и издевательства владелицы поместья Ремезы Стоцкой — «Мозырской Салтычихи». Суд приговорил её к каторге. В 1862 году открыто народное училище, которое разместилось в наёмном доме, а в 1905 году для него построено собственное здание. Во владении помещика Шепеляра в деревне и окрестностях в 1876 году находилась 15 901 десятина земли, мельница и трактир. Большой участок земли имела здесь в 1880-х годах графиня Е. Л. Игнатьева. Согласно переписи 1897 года располагались: церковь, народное училище, молитвенный дом, хлебозапасный магазин, водяная мельница, сукновальня, трактир. В 1908 году в Мелешковичской волости Мозырского уезда.
27 июня 1920 года польские войска ограбили деревню и сожгли 36 дворов. В 1921 году построена узкоколейная железная дорога Ельск — Ремезы, которая использовалась главным образом для транспортировки леса. С 1924 года центр Ремезовского сельсовета Королинского, с 1931 года Ельского районов Мозырского (до 26 июля 1930 года и с 21 июня 1935 года до 20 февраля 1938 года) округа, с 20 февраля 1938 года Полесской, с 8 января 1954 года Гомельской области. Имелся кожевенный завод по изделию кож и овчин. В 1930 году организован колхоз «Большевик», работали конные круподробилка и кузница (с 1929 года).
Во время Великой Отечественной войны 16 июля 1942 года партизаны разгромили немецкий гарнизон, который размещался в деревне. В июле 1943 года оккупанты сожгли деревню и убили 87 жителей. В боях около деревни погибли 36 советских солдат и партизан (похоронены в братской могиле в центре агрогородка). На фронтах и в партизанской борьбе погибли 85 жителей. В 1959 году центр колхоза «Партизан». Действуют лесничество, лесопилка, мельница, ремонтная и швейная мастерские, средняя школа, Дом культуры, библиотека, фельдшерско-акушерский пункт, ветеринарный участок, отделение связи, столовая, 3 магазина, детский сад.

## Население

### Численность
- 2004 год — 211 хозяйств, 522 жителя.

### Динамика
- 1798 год — 22 двора, 165 жителей.
- 1816 год — 23 двора.
- 1866 год — 46 дворов.
- 1897 год — 80 дворов, 399 жителей (согласно переписи).
- 1908 год — 90 дворов, 606 жителей.
- 1924 год — 187 дворов, 1038 жителей.
- 1940 год — 217 дворов.
- 1959 год — 890 жителей (согласно переписи).
- 2004 год — 211 хозяйств, 522 жителя.

## Культура
- Дом культуры
- Музей ГУО "Ремезовская средняя школа Ельского района"

## Достопримечательность
- Братская могила
- Памятник погибших мирных жителей деревни Ремезы и Движки (ул. Советская в д. Движки)